# Логор Аушвиц
Концентрациони логор Аушвиц је био комплекс од преко 40 концентрационих логора и логора смрти којима је управљала нацистичка Немачка у окупираној Пољској (у делу који је припојен Немачкој 1939. године) током Другог светског рата и Холокауста . Састојао се од Аушвиц I, главног логора ( Стамлагер ) у Освјециму ; Аушвиц II-Биркенау, концентрациони логор и логор за истребљење са гасним коморама ; Аушвиц III-Моновиц, радни логор за хемијски конгломерат ИГ Фарбен и десетине поткампова. Логори су постали главно место коначног решења јеврејског питања нациста.
У концентрациони логор Аушвиц укупно је депортовано 1,3 милиона људи из разних делова Европе. Од тог броја, овде их је побијено 1,1 милион, од тога милион Јевреја. Већина жртава је убијена одмах по приспећу у логор у гасним коморама Аушвица II у којима је коришћен гас циклон Б. Остали су умрли од систематског изгладњивања, принудног рада, неконтролисаних епидемија, у егзекуцијама стрељањем и у медицинским експериментима. Међу страдалима је и 21.000 Рома који су убијени у јулу 1944, и око 74.000 Пољака.
До данас су сачувани многи објекти логора Аушвиц. Они су званично под заштитом Државног музеја Аушвиц-Биркенау, основаног 1947, који има и функцију истраживачког центра за проучавање холокауста. УНЕСКО је овај логор 1979. прогласио делом Светске баштине под именом „Аушвиц-Биркенау - немачки нацистички концентрациони логор смрти“.
Годишњица совјетског ослобођења Аушвица 27. јануара 1945. се у свету обележава као „Међународни дан сећања на жртве холокауста“.

## Историја
За изградњу највећег концентрационог логора на том подручју, су била три разлога пресудна: У Аушвицу је постојала пољска касарна, значи инфраструктура је барем делимично већ постојала. Даљи аргумент за Аушвиц је била позиција уз железнички чвор, јер су се депортације углавном одвијале уз помоћ железнице. Последњи мотив је био велики и ненасељен простор, што је омогућавало лакше скривање дешавања унутар логора.

## Опис логора у Аушвицу
Комплекс се састојао од три главна логора.
- Аушвиц I, отворен 20. маја 1940, био је центар администрације, а у њему је страдало око 70.000 људи, углавном Пољака и совјетских ратних заробљеника.
- Аушвиц II (Биркенау), отворен 8. октобра 1941, био је логор смрти у коме је убијено 960.000 Јевреја, 75.000 Пољака и 19.000 Рома. Он је био највећи од три логора.
- Аушвиц III (Моновиц), отворен 31. маја 1942, био је радни логор фабрике ИГ боје (IG Farben).

Постојало је око 40 помоћних логора под заједничком управом, од којих су неки били неколико десетина километара од главних логора, са од неколико десетина до неколико хиљада логораша.
Као што је био случај у свим нацистичким концентрационим логорима, Аушвицом је управљала парамилитарна грана нацистичке партије, СС. До лета 1943. логором је командовао Рудолф Хес, а касније Артур Либехеншел и Рихард Баер. Хес је после рата током суђења дао детаљан опис рада логора, а описао га је и у својој аутобиографији. Обешен је 16. априла 1947. на улазу у крематоријум Аушвица I.
Особље логора су делом чинили логораши, од којих су неки имали улогу капоа (већином робијаши) и радника у крематоријумима (зондеркомандо, sonderkommando). Капои су одржавали ред у баракама. Јединице зондеркомандоа су припремале новопридошле за егзекуцију (скидање одеће и одузимање личних предмета), уклањале златне зубе из вилица лешева и преносиле тела у крематоријуме. Немци би повремено ликвидирале целе јединице зондеркомандоа. Око 6.000 припадника СС је радило у Аушвицу.

### Логор смрти Биркенау - Аушвиц
Заробљеници су довожени у Аушвиц-Биркенау композицијама возова. Када би приспели у логор, делили су их у две групе; оне које би одмах погубили и оне које би регистровали као логораше. Прву групу је чинило око 75% људи и они би убрзо били спроведени у гасне коморе. У њој су била сва деца, мајке са децом, старци и сви они који нису деловали снажни на краткој инспекцији логорских лекара. Припадници СС трупа су говорили жртвама да их воде на туширање и процес уклањања ваши. Гасне коморе су биле прерушене у просторије за туширање. Када би их напунили, затварали би врата и у просторију убацивали таблете цијанида кроз рупе у таваници или прозорчиће са стране. Капацитет за убијање и кремирање износио је 20.000 жртава дневно. У логору Биркенау цијанид је настајао од таблета циклона Б. Њих су производиле компаније из Хамбурга и Десауа чија је месечна производња била 2,75 тона.
Преостали логораши су радили као ропски радници у фабрикама ИГ боје и Круп. Од 1940. до 1945. регистровано је 405.000 ропских радника. Њих 340.000 нестало је у стрељањима, пребијањима, од изгладнелости и од болештина.
Посебне радне јединице логораша су клијештима чупале златне зубе жртава гасних комора. Злато је топљено и транспортовано у Немачку. Лични предмети логораша су одношени у складиште, одакле су их по жељи пљачкали припадници СС.

## Отпор логораша
До 1943. у логору су се појавиле организације логораша. Уз њихову помоћ побегло је пар заробљеника који су носили вести о истребљењу стотина хиљада мађарских Јевреја у периоду мај-јун 1944. Дана 7. октобра 1944, на устанак се подигло 250 чланова јединице задужене за уклањање лешева. Напали су војнике СС импровизованим оружјем: камењем, секирама, алатом и гранатама кућне израде. Младе Јеврејке које су радиле у фабрици муниције прокријумчариле су експлозив у логор којим је делимично уништен крематоријум IV. Тада се побуњеницима придружила екипа логораша из крематоријума II, који су такође савладали своје стражаре. После експлозије, пресекли су електричну жицу и побегли у шуму. Већина групе је касније ухваћена и ликвидирана.
Током постојања логора у Аушвицу бекство је покушало око 700 логораша, од којих је 300 то и успело. Уобичајена казна за оне које би ухватили у бекству била је смрт изгладњивањем. Породице оних који су утекли су понекад хапшене и довођене у Аушвиц да би одвратили остале логораше од покушаја бекства. Ако би неко успео да побегне, СС би насумице бирао 10 логораша из његовог блока и остављао их да умру без хране.

## Жртве
Најмање 1.3 милиона људи је послато у Аушвиц између 1940. и 1945. године, а најмање 1,1 милион је умрло. У логору је регистровано укупно 400.207 затвореника: 268.657 мушкараца и 131.560 жена. Студија из касних 1980-их пољског историчара Францишек Пајпер, коју је објавио Јад Вашем 1991. године, користила је ред вожње возова у комбинацији са записима о депортацији да би израчунала да је од 1,3 милиона послатих у логор, тамо је умрло 1.082.000, цифра (заокружено на 1,1 милиона) које је Пајпер сматрао минималним. Та бројка је постала широко прихваћена.
Немци су покушавали да прикрију колико су их убили. У јулу 1942. године, према послератним мемоарима Рудолфа Хеса, Хес је добио наређење од Хајнриха Химлера, преко канцеларије Адолфа Ајхмана и команданта СС Паула Блобела, да све масовне гробнице буду отворене и лешеви. Поред тога, пепео је требало одложити на начин да би у неком будућем времену било немогуће израчунати број спаљених лешева.
Раније процене броја погинулих биле су веће од Пајперових. Након ослобођења логора, совјетска влада је 8. маја 1945. издала саопштење да је на том месту убијено четири милиона људи, што је бројка заснована на капацитету крематоријума. Хес је на суђењу у Нирнбергу рекао да је најмање 2.500.000 људи тамо убијено гасом, а да је још 500.000 умрло од глади и болести. Сведочио је да је цифра од преко два милиона дошла од Ајхмана. У својим мемоарима, написаним у притвору, Хес је написао да је Ајхман дао цифру од 2,5 милиона Хесовом надређеном официру Рихарду Гликсу, на основу података који су уништени.  Хес је ову цифру сматрао „превисоком. Чак је и Аушвиц имао границе својих деструктивних могућности“, написао је.
| Националност/етничка припадност (Извор: Францишек Пајпер)                                                         | Регистрованих смртни (Аушвиц) | Нерегистрованих смрти (Аушвиц) | Укупно                 |
| --- | ----------------------------- | ------------------------------ | ---------------------- |
| Јевреји | 95.000                        | 865.000                        | 960.000                |
| Етнички Пољаци | 64.000                        | 10.000                         | 74.000 (70.000–75.000) |
| Роми и Синти | 19.000                        | 2.000                          | 21.000                 |
| Совјетски ратни заробљеници                                                                                       | 12.000                        | 3,000                          | 15.000                 |
| Остали Европљани :совјетски грађани ( Белоруси, Руси, Украјинци ),Чеси, Југословени, Французи, Немци, Аустријанци | 10.000–15.000                 | н/а                            | 10.000–15.000          |
| Укупан број умрлих у Аушвицу, 1940–1945                                                                           | 200.000–205.000               | 880.000                        | 1.080.000–1.085.000    |

Отприлике сваки шести Јевреј убијених у холокаусту умро је у Аушвицу. По пореклу из државе, највећи број јеврејских жртава Аушвица потиче из Мађарске, 430.000 мртвих, затим Пољске (300.000), Француске (69.000), Холандије (60.000), Грчке (55.000), Протектората Чешке 46.000. Словачка (27.000), Белгија (25.000), Немачка и Аустрија (23.000), Југославија (10.000), Италија (7.500), Норвешка (690) и други (34.000). Тимоти Снајдер пише да је мање од једног процента од милион совјетских Јевреја убијених у Холокаусту убијено у Аушвицу.  Од најмање 387 Јеховиних сведока који су били затворени у Аушвицу, 132 умрла су у логору.

## Евакуација логора и ослобођење
Новембра 1944. Хајнрих Химлер је наредио уништење крематоријума у Аушвицу. Гасне коморе у Биркенауу СС је дигао у ваздух јануара 1945. у покушају да сакрије немачке ратне злочине пред совјетским трупама које су се приближавале. СС команда је 20. јануара наредила да се побију сви преостали логораши, али ова наредба није извршена у хаосу немачког повлачења. Нацистичко особље је 17. јануара 1945. почело евакуацију; близу 60.000 логораша натерани су на марш смрти према логору Лослау. Око 20.000 логораша из Аушвица успело је да стигне до логора Берген-Белзен у Немачкој, где су их ослободили Британци априла 1945. Најслабијих 7.500 остављено је у логору. Њих је ослободила 322. стрељачка дивизија Црвене армије 27. јануара 1945. У логору су нашли и 348.820 мушких одела и 836.255 женских одевних предмета који су припадали жртвама.